# Pycnodermina
Pycnodermina är ett släkte av svampar. Pycnodermina ingår i familjen Cookellaceae, ordningen Myriangiales, klassen Dothideomycetes, divisionen sporsäcksvampar och riket svampar.
|              | Pycnoderma                            |
|              |                                       |
|              | Uleomyces                             |
|              |                                       |
|              | Cookella                              |
|              |                                       |
| Pycnodermina | \| \| Pycnodermina tenuis \| \| \| \| |
|              | \| \| Pycnodermina tenuis \| \| \| \| |
|              | Calolepis                             |
|              |                                       |
|              | Pycnodermina tenuis                   |
|              |                                       |

|  | Pycnodermina tenuis |
|  |                     |